# Sonja Looft
Sonja Looft (1 de marzo de 1896 - 8 de diciembre de 1991) fue una actriz de nacionalidad sueca.

## Biografía
Su verdadero nombre era Sonja Ellen Fatma, y nació en Estocolmo, Suecia. Trabajó en el Teatro Dramaten entre 1914 y 1917.
Falleció en 1991 en Estocolmo, y fue enterrada en el Cementerio Norra begravningsplatsen de esa ciudad. Había estado casada con el actor Lars Egge desde 1921 a 1927.

## Filmografía
- 1919 : Dunungen
- 1951 : Puck heter jag
- 1986 : Porttelefonen

## Teatro (selección)
- 1915 : Äventyret, de Gaston Arman de Caillavet y Robert de Flers, dirección de Karl Hedberg, Dramaten
- 1924 : Kära släkten, de Gustav Esmann, Wasa Teater[4]